# Poppler
Poppler（或称为 libpoppler）是一个用来渲染 PDF 文档的自由程序库，其开发受 freedesktop.org 支持。它是 GNU/Linux 系统上同类程序库中最为常用的，并被开源桌面环境 GNOME 和 KDE 上的 PDF 阅读器所使用。
项目发起者 Kristian Høgsberg 有两个目标：
1. 以一个程序库的方式提供PDF渲染功能，集中维护力量。
2. 超过Xpdf的目标，并与现代操作系统所提供的功能结合。

到了2011年0.18版释出，Poppler库完整实现了PDF标准 ISO 32000-1，还是第一个支持表单和注释的主流的自由 PDF 程序库。
Poppler本身是Xpdf-3.0，一个由来自Glyph and Cog, LLC 的 Derek Noonburg 开发的 PDF 阅读器的分支。
项目名称“Poppler”来自动画《Futurama》“The Problem with Popplers”一集。

## 应用
许多知名的自由软件使用 Poppler 渲染 PDF 文档。
| 应用程序                | 图形库 |
| ----------------------- | ------ |
| Evince                  | GTK+   |
| GIMP                    | GTK+   |
| Inkscape                | GTK+   |
| KPDF                    | Qt     |
| LibreOffice 4.2         | GTK+   |
| Okular                  | Qt     |
| pdftotext、pdftohtml 等 | 无     |
| TeXworks                | Qt     |
| TeXstudio               | GTK+   |
| VPDF                    | GTK+   |
| Xournal                 | GTK+   |
| Zathura                 | GTK+   |

## 特性
Poppler可以使用Cairo和Splash两个后端绘制PDF文档，而它的特性又取决于所使用的后端。一个基于Qt4绘制框架的第三方后端“Arthur”也是可用的，但是并不完整，而且已不再是活跃开发状态了。 Glib，Qt3和Qt4的绑定提供了对Poppler后端的交互界面。尽管Qt3和Qt4绑定仅仅支持Splash后端，有一组可用的补丁支持使用Cairo后端的Qt4绑定。然而，Poppler 项目现在依然不希望将这个特性添加到 Poppler 库中。
后端的一些特点包括：
- Cairo:矢量图形反锯齿，以及透明物件渲染。[5]
  - Cairo并不对诸如扫描文档的位图进行平滑处理。
  - Cairo并不依赖于X Window环境，因此Poppler得以像Wayland一样在不同平台如Windows或Mac OS上运行。

- Splash:支持位图的微小滤波 。[5]

Poppler还有一个文字渲染后端，可以从命令行实用程序 pdftotext 调用。它可以用来在命令行下从 PDF 文件中搜索字符串（比如说同 grep连用）。

具体的方法示例：
```
pdftotext
 
file.pdf
 
-
 
|
 
grep
 
string

```

Poppler支持使用JavaScript，注释和表单的可交互式文档， 但还不支持呈现完整的XFA表单。